# Daule
Daule ist eine Stadt und ein Municipio in der Provinz Guayas in West-Ecuador und Verwaltungssitz des Kantons Daule. Ferner bildet einen Teil des Municipios die Parroquia urbana Daule. Daule ist Sitz des Bistums Daule.

## Lage
Das 187,2 km² große Municipio liegt im Tiefland nördlich von Guayaquil. Der Río Daule durchquert den westlichen Teil des Verwaltungsgebietes in südlicher Richtung und bildet im Anschluss die südwestliche Verwaltungsgrenze. Der Río Pula durchquert den östlichen Teil des Municipios ebenfalls in südlicher Richtung. Der Río Jigual (später Río Bapado, Río Los Tintos und Río Seco), ein linker Abzweig des Río Pula, fließt entlang der östlichen Verwaltungsgrenze nach Süden. Die zum Municipio gehörende Parroquia satélite La Aurora befindet sich unmittelbar am nördlichen Stadtrand von Guayaquil und ist von der Parroquia Daule räumlich getrennt. Dazwischen befindet sich die Parroquia rural Los Lojas. Die 7 m hoch gelegene Stadt Daule liegt am östlichen Flussufer des Río Daule etwa 35 km nordnordwestlich vom Stadtzentrum von Guayaquil. Die Fernstraße E48 (Guayaquil–Quevedo) führt an Daule vorbei. Die E485 führt von Daule nach Osten zu der Stadt Babahoyo, die E482 nach Westen über Pedro Carbo nach Manta.
Die Einwohnerzahl des Municipios betrug im Jahr 2010 87.508. Für den urbanen Bereich wurde eine Einwohnerzahl von 65.145 ermittelt. Diese Zahl beinhaltet jedoch auch La Aurora, dessen Einwohnerzahl seit den 2000er Jahren förmlich explodiert ist und die der eigentlichen Stadt Daule mittlerweile übertrifft.

## Geschichte
Das Gebiet wurde im Jahr 1534 von den Spaniern erkundet. Der Kanton Daule wurde am 25. Juni 1824 als Teil der Freien Provinz Guayaqui eingerichtet.